# Finja landskommun
Finja landskommun var en tidigare kommun i dåvarande Kristianstads län.

## Administrativ historik
Kommunen bildades i Finja socken i Västra Göinge härad i Skåne när 1862 års kommunalförordningar trädde i kraft. 
I kommunen inrättades 2 november 1928 en del av Tyringe municipalsamhälle, den andra delen i Västra Torups landskommun.
Vid kommunreformen 1952 uppgick kommunen med municipalsamhället i Tyringe landskommun som 1974 uppgick i Hässleholms kommun.

## Politik

### Mandatfördelning i Finja landskommun 1938-1946
| 12 | 6 | 3 | 4 |

| 25 |

| 13 | 8 | 4 |

| 25 |

|  | 13 | 2 | 5 | 4 |

| 24 |